# ほなみ
ほなみ（7月23日 - ）は、日本の女性声優。埼玉県出身。81プロデュース所属。

## 来歴
2012年、第6回81オーディションにて渡辺保渚美名義で特別賞・バンダイチャンネル賞・サミー賞を受賞。
2015年4月より、81プロデュースにジュニア所属。

## 人物
趣味・特技はお菓子作り、DIY・ピアノ、三枚おろし。

## 出演
太字はメインキャラクター。

### テレビアニメ
2017年
- TRICKSTER -江戸川乱歩「少年探偵団」より-（猫丘すみれ）

2018年
- クルーズモンスター（もえの、小盛、サンキュウ）

2019年
- ロジーとパシーのあそびみ〜つけた!（パシー）
- まほうのルミティア Luminary Tears（ペテルティア）
- ポチっと発明 ピカちんキット（バッグマンG）

2021年
- ワッチャプリマジ!

### 劇場アニメ
- KING OF PRISM -PRIDE the HERO-（2017年）

### OVA
- 12歳。（2015年、女子） - 『ちゃお』2015年8月号付録

### Webアニメ
- ちょこっとアニメ けものフレンズ3（2019年、ミナミコアリクイ）
- 日本沈没2020（2020年、少年、少年A）

### ゲーム
2015年
- 幻獣契約クリプトラクト（灰被り姫アシュリー、スフィア、バステト、エリシア、ランラン、ハンナ）
- 刻のイシュタリア（姫神ククリ、伊賀忍のモモチ、マルコ）
- クイズRPG 魔法使いと黒猫のウィズ（2015年 - 2019年、リンリン&ポンタン、フモガミサマ）
- 新約アルカナスレイヤー（青龍、ユウロパ）

2016年
- 俺タワー -Over Legend Endless Tower- / 毎日こつこつ俺タワー（2016年 - 2017年、スノーダンプ、コアボーリング、ハンドタイタンパー、クーラー）
- 戦国姫譚MURAMASA-雅-（百武賢兼、佐治一成、初）
- 戦国アスカZERO（宇佐美定満、柳生宗炬）
- 星界神話（ネルザ）
- Battleship Girl -鋼鉄少女-（逸仙、チャールズ・オースバーン、ニューオーリンズ、ヴォークラン）
- 幻獣姫（レオ、盤古、カグヤ）
- あんさんぶるガールズ!!（夏野ゆり）
- ワンダーオラクル（クフ、ノリツネ、スレナス） 　

2017年
- 潜空のレコンキスタ（ショコラ、キャンディ、ヴァレンティーヌ）
- 武器よさらば（ハルカ）
- 天空のクラフトフリート（クローリア、メラニー）

2018年
- 刀使ノ巫女 刻みし一閃の燈火（寺下ほおずき）
- キュイディメ（キャビア、ブラッディ・マリー、ユグァ）

2019年
- ウチの姫さまがいちばんカワイイ（フラン、プラシネ）
- けものフレンズ3（ミナミコアリクイ）

2020年
- ファイナルファンタジーVII リメイク
- おねがい、俺を現実に戻さないで！ シンフォニアステージ（カレッカマリブラ）

2021年
- 異世界に飛ばされたらパパになったんだが 〜精霊騎士団物語〜（くま）

### ドラマCD
- 緋弾のアリアAA（2016年、生徒、星伽華雪） - 特典ドラマCD1・2
- ジョーカー・ゲーム「それいけ!2年D組佐久間先生」（2016年）
- 史上最強オークさんの楽しい種付けハーレムづくり（2020年、ティータ[9]）

### 吹き替え
アニメ
- ちいさなプリンセス ソフィア（フラリー）
- ミッキーマウスとロードレーサーズ（ビッツィー）
- ロスト・イン・オズ（タイネス）

### デジタルコミック
- ボーイフレンド（2019年、朝日くるみ）
- いじめ ～最後の願い～（2020年、宝生都和）
- いじめ ～明日に向かって～（2020年、女子B）
- 同級生と恋する方法（2020年、女子生徒[10]）
- 悪役令嬢と鬼畜騎士（2022年、ツェツィーリア・クライン[11]）

### オーディオブック
- 友人キャラは大変ですか? 1 - 2（2019年 - 2022年、雪宮汐莉、魅怨[12][13]）
- 史上最強オークさんの楽しい種付けハーレムづくり（2020年、ティータ[14]）
- スチームヘヴン・フリークス（2020年、アンジェリーナ ほか[15]）
- 俺と彼女の恋を超能力が邪魔している。（2021年、皆瀬多美 ほか[16]）

### CM
- アニマックスCAFE「ノラガミ ARAGOTO」コラボCM（2016年） - ナレーション
- 総務省統計局「みんなのくらしを支える統計調査」（2018年、みらいちゃん）

### その他
- ユーキャンビジネス文書講座（大塚花子）

## ディスコグラフィ

### キャラクターソング
| 発売日         | 商品名                                                                    | 歌                                                       | 楽曲                              | 備考                                                                  |
| -------------- | ------------------------------------------------------------------------- | -------------------------------------------------------- | --------------------------------- | --------------------------------------------------------------------- |
| 2020年12月9日  | MIRACLE DIALIES                                                           | ミナミコアリクイ（久遠エリサ）、マレーバク（ほなみ）     | 「あおぞら☀スタンド・バイ・ミー」 | ゲーム『けものフレンズ3』関連曲                                       |
| 2020年12月23日 | おねがい、俺を現実に戻さないで！ シンフォニアステージ VOCAL COLLECTION 01 | ファミーリア                                             | 「上空リヴァーバレイション」      | ゲーム『おねがい、俺を現実に戻さないで！ シンフォニアステージ』関連曲 |
| 2020年12月23日 | おねがい、俺を現実に戻さないで！ シンフォニアステージ VOCAL COLLECTION 01 | カレッカマリブラ（ほなみ）、ノアオリヴェリア（関口理咲） | 「Ringing! Ringing!」             | ゲーム『おねがい、俺を現実に戻さないで！ シンフォニアステージ』関連曲 |

### ユニットメンバー
1. ↑  アユカワユウ（内山悠里菜）、リンドリットパフブリンガー（根本京里）、ウルルーオースピア（菅沼千紗）、メルブレイドビターミスト（風間万裕子）、ラルムスクルシェッロ（久住琳）、カレッカマリブラ（ほなみ）、ノア オリヴェリア（関口理咲）、ラニ（森山由梨佳）、ジュシ― ハイレン（川上ひろみ）、ディアマンテ リーンウェイブ（薄井友里）、ロッティドランギア（社本悠）、ニーナミスティリオン（松嶌杏実）、ラーラジュヌヴィエーヴル ファインスター三世（山根綺）、シホ（白砂沙帆）、ヤオリェンロオ（松下真緒）